# Cody Fern

Cody Fern (2018)

Cody Fern (* 1988 in Southern Cross, Western Australia) ist ein australischer Schauspieler. Bekannt wurde er durch die Fernsehserien American Crime Story und American Horror Story.

## Leben
Cody Fern wurde in Southern Cross im ländlichen Western Australia geboren. Er besuchte das Internat der Merredin Senior High School und schloss sein Studium 2009 an der Curtin University mit einem Bachelor of Commerce und einem Honours Degree ab. Anschließend schlug er ein Praktikum bei Ernst & Young aus und machte stattdessen einen neunmonatigen Schauspielkurs.
Seine ersten Erfahrungen sammelte Fern mit Rollen in Theaterstücken, wie 2011 als Romeo in der Shakespeare-WA-Produktion von Romeo und Julia, als Lindsay in Jandamarra der Black Swan Theatre Company oder als Earl of Southampton in der Uraufführung von The Enchanters am State Theatre of Western Australia, sowie in einer Reihe von Kurzfilmen, wie The Last Time I Saw Richard (2014), der mit dem AACTA Award ausgezeichnet wurde. 2013 spielte er die Hauptrolle des Albert Narracott im Stück Gefährten. Ein Jahr später wurde Fern Gewinner des Heath-Ledger-Stipendiums der Non-Profit-Organisation Australians in Film.
Sein Fernsehdebüt gab Fern 2018 als David Madson in der zweiten Staffel der FX-Anthologie-Serie American Crime Story. Später wurde er für die Apocalypse-Staffel der Horror-Anthologie-Serie American Horror Story gecastet, in der er den Antichristen Michael Langdon porträtiert. In der letzten Staffel von House of Cards war er in der Rolle des Duncan Shepherd zu sehen.

## Filmografie

### Filme und Serien
- 2008: Hole in the Ground (Kurzfilm)
- 2010: Still Take Your Home (Kurzfilm)
- 2010: Drawn Home (Kurzfilm)
- 2014: The Last Time I Saw Richard (Kurzfilm)
- 2014: Christmas Eve, 1914 (Fernsehfilm)
- 2017: The Tribes of Palos Verdes
- 2017: Pisces (Kurzfilm)
- 2018: American Crime Story (Fernsehserie, 4 Folgen)
- 2018: The Great Darkened Days
- 2018: House of Cards (Fernsehserie, 6 Folgen)
- seit 2018: American Horror Story (Fernsehserie)
- 2021: American Horror Stories (Fernsehserie)
- 2022: Father Stu
- 2023: Fairyland
- 2025: Foundation (Fernsehserie, 4 Folgen)

### Videospiele
- 2023: Star Wars Jedi: Survivor (Stimme und Motion-Capture)